# Cleveland Browns 1956
La stagione 1956 dei Cleveland Browns è stata la settima della franchigia nella National Football League, l'11ª complessiva. Fu la prima stagione dopo il ritiro del quarterback Otto Graham che aveva guidato la squadra in finale in tutte le dieci stagioni di esistenza. Senza la loro stella i Browns scesero a un record di 5-7, la loro prima stagione con un record negativo. 

## Calendario
| Stagione regolare |              |                        |           |        |                             |          |         |
| Turno             | Data         | Avversario             | Risultato | Record | Stadio                      | Pubblico | Sintesi |
| 1                 | 30 settembre | at Chicago Cardinals   | S 7–9     | 0–1    | Comiskey Park               | 20,966   | Recap   |
| 2                 | 6 ottobre    | at Pittsburgh Steelers | V 14–10   | 1–1    | Forbes Field                | 35,398   | Recap   |
| 3                 | 14 ottobre   | New York Giants        | S 9–21    | 1–2    | Cleveland Municipal Stadium | 60,042   | Recap   |
| 4                 | 21 ottobre   | at Washington Redskins | S 9–20    | 1–3    | Griffith Stadium            | 23,322   | Recap   |
| 5                 | 28 ottobre   | Pittsburgh Steelers    | S 16–24   | 1–4    | Cleveland Municipal Stadium | 50,358   | Recap   |
| 6                 | 4 novembre   | at Green Bay Packers   | V 24–7    | 2–4    | Milwaukee County Stadium    | 28,590   | Recap   |
| 7                 | 11 novembre  | Baltimore Colts        | S 7–21    | 2–5    | Cleveland Municipal Stadium | 42,404   | Recap   |
| 8                 | 18 novembre  | at Philadelphia Eagles | V 16–0    | 3–5    | Connie Mack Stadium         | 25,894   | Recap   |
| 9                 | 25 novembre  | Washington Redskins    | S 17–20   | 3–6    | Cleveland Municipal Stadium | 22,878   | Recap   |
| 10                | 2 dicembre   | Philadelphia Eagles    | V 17–14   | 4–6    | Cleveland Municipal Stadium | 20,645   | Recap   |
| 11                | 9 dicembre   | at New York Giants     | V 24–7    | 5–6    | Yankee Stadium              | 27,707   | Recap   |
| 12                | 16 dicembre  | Chicago Cardinals      | S 7–24    | 5–7    | Cleveland Municipal Stadium | 25,312   | Recap   |

Nota: gli avversari della propria division sono in grassetto.

## Classifiche
| NFL Eastern Conference |   |   |   |      |      |     |     |     |
|                        | V | S | P | %    | CONF | PF  | PS  | STR |
| New York Giants        | 8 | 3 | 1 | .727 | 7–3  | 264 | 197 | V1  |
| Chicago Cardinals      | 7 | 5 | 0 | .583 | 7–3  | 240 | 182 | V1  |
| Washington Redskins    | 6 | 6 | 0 | .500 | 5–5  | 183 | 225 | S2  |
| Cleveland Browns       | 5 | 7 | 0 | .417 | 4–6  | 167 | 177 | S1  |
| Pittsburgh Steelers    | 5 | 7 | 0 | .417 | 4–6  | 217 | 250 | V1  |
| Philadelphia Eagles    | 3 | 8 | 1 | .273 | 3–7  | 143 | 215 | S3  |

Note: I pareggi non venivano conteggiati ai fini della classifica fino al 1972.